# Heptathela higoensis
Heptathela higoensis är en spindelart som beskrevs av Haupt 1983. Heptathela higoensis ingår i släktet Heptathela och familjen ledspindlar. Inga underarter finns listade i Catalogue of Life.